# 第九星形二十面體
在幾何學中，第九星形二十面體是一種星形二十面體，即正二十面體的星形化體，為正二十面體的面向外延伸並相交所形成的第九種立體，其外觀為12個向外突出的五角錐狀尖刺。雖然稱為二十面體，但其外觀為由20組3個分離的鳶形構成。有兩種均勻多面體的對偶多面體外觀與第九星形二十面體相同，分別為大三角六邊形二十面體（大雙三斜三十二面體的對偶多面體）與內側三角六邊形二十面體（雙三斜十二面體的對偶多面體），其在外觀上無法區別。在溫尼爾的著作《對偶模型》（Dual Models）中，將第九星形二十面體描述為外觀與《多面體模型》提到的大三角六邊形二十面體和內側三角六邊形二十面體相同:42。在《五十九種二十面體》中亦無明確提及其屬於哪一個立體，但可以根據前後文判斷出其指的是大三角六邊形二十面體與內側三角六邊形二十面體的其中之一，由於有兩種外觀相同的立體，也因此其中一種與之外觀相同的立體有時被描述為「遺失的星形二十面體」。

## 構成
第九星形二十面體在杜瓦記號中可以用De2f2來表示，這代表其包含了星形二十面體中的D胞、e2胞和f2胞，即從中間數來的第3、第6和第8個胞。

## 面的組成
第九星形二十面體由20組3個分離的鳶形構成。

## 大三角六邊形二十面體
大三角六邊形二十面體是大雙三斜三十二面體的對偶多面體，在對偶模型中，其編號為U47。其由20個自相交的六邊形（外觀為三角星）組成，共有20個面、60條邊和32個頂點。在其32個頂點中，有12個頂點在立體外部，20個頂點隱沒在立體內部。
其面的六邊形交錯地由2種角構成，分別為{\displaystyle \arccos({\frac {1}{4}})-60^{\circ }\approx 15.522\,487\,814\,07^{\circ }}和{\displaystyle \arccos(-{\frac {1}{4}})\approx 104.477\,512\,185\,93^{\circ }}。六個角的內角和是{\displaystyle 360^{\circ }}而非一般六邊形的{\displaystyle 720^{\circ }}，因為這格形狀繞行其幾何中心2圈。其二面角為{\displaystyle \arccos(-{\frac {1}{3}})\approx 109.471\,220\,634\,49}。

## 內側三角六邊形二十面體
內側三角六邊形二十面體是雙三斜十二面體的對偶多面體，在對偶模型中，其編號為U41。其由20個等邊六邊形組成，共有20個面、60條邊和24個頂點。在其24個頂點中，有12個頂點在立體外部，12個頂點隱沒在立體內部。
其面的六邊形交錯地由2種角構成，分別為{\displaystyle \arccos({\frac {1}{4}})-60^{\circ }\approx 15.522\,487\,814\,07^{\circ }}和{\displaystyle \arccos(-{\frac {1}{4}})+120^{\circ }\approx 224.477\,512\,185\,93^{\circ }}，由於沒有自相交的情形，其內角和同於一般的六邊形{\displaystyle 720^{\circ }}。其二面角為{\displaystyle \arccos(-{\frac {1}{3}})\approx 109.471\,220\,634\,49}。
內側三角六邊形二十面體與大三角六邊形二十面體不同。內側三角六邊形二十面體在拓樸學終能對應到一個抽象的正多面體，相當於五階六邊形鑲嵌的商空間，其可以將作為內側三角六邊形二十面體中的凹六邊形面進行拓樸變形成正六邊形而構造出五階六邊形鑲嵌，因此在另外一個索引中也被看作是一種抽象的正多面體：

## 相關多面體

### f2星形二十面體
最外層的胞為f2的星形二十面體皆會有相近的形狀。單純由f2胞所組成的立體為由12個分離的五方偏方面體結構所組成。其包含了星形二十面體的第7與第8胞。

組成f2星形二十面體的五方偏方面體
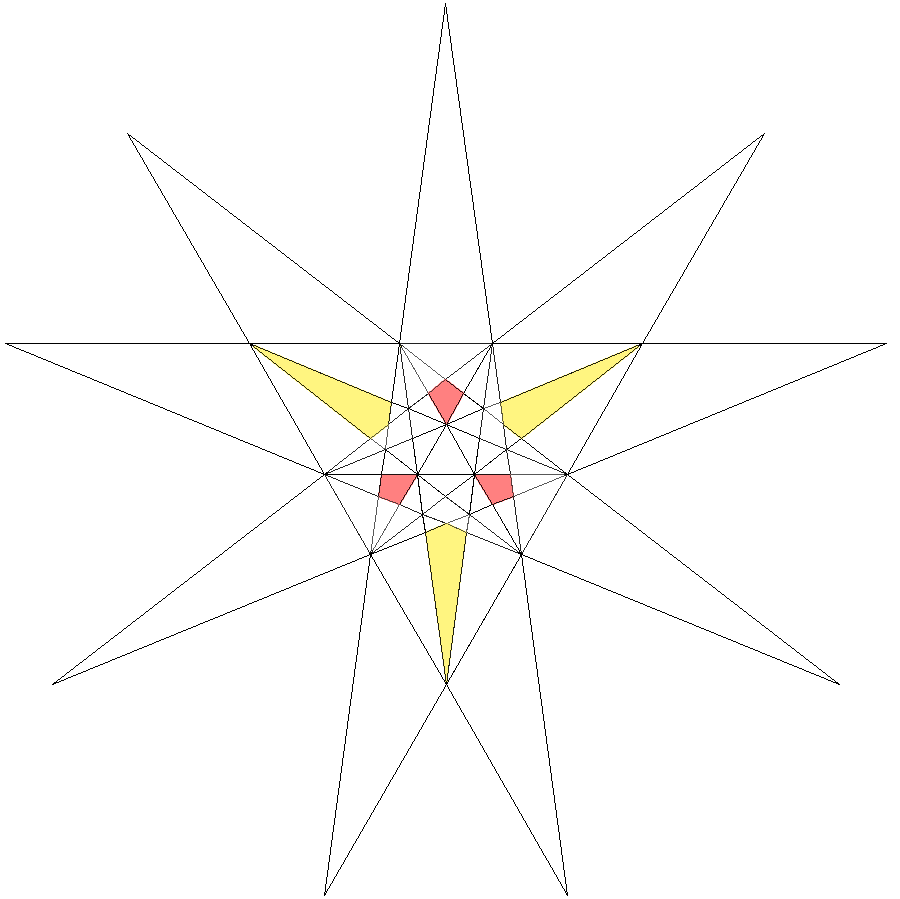
f2的星狀圖

#### Af2星形二十面體
f2的星形二十面體是一個分離的幾何結構，而若將每個分離結構的最內側頂點互相連接，則其將變成一個單一的立體。由於其包括了星形二十面體的核心胞，因此這種立體在杜瓦記號中可以用Af2表示。由於這種立體並未收錄於《五十九種二十面體》中，因此又被描述為「遺失的二十面體」

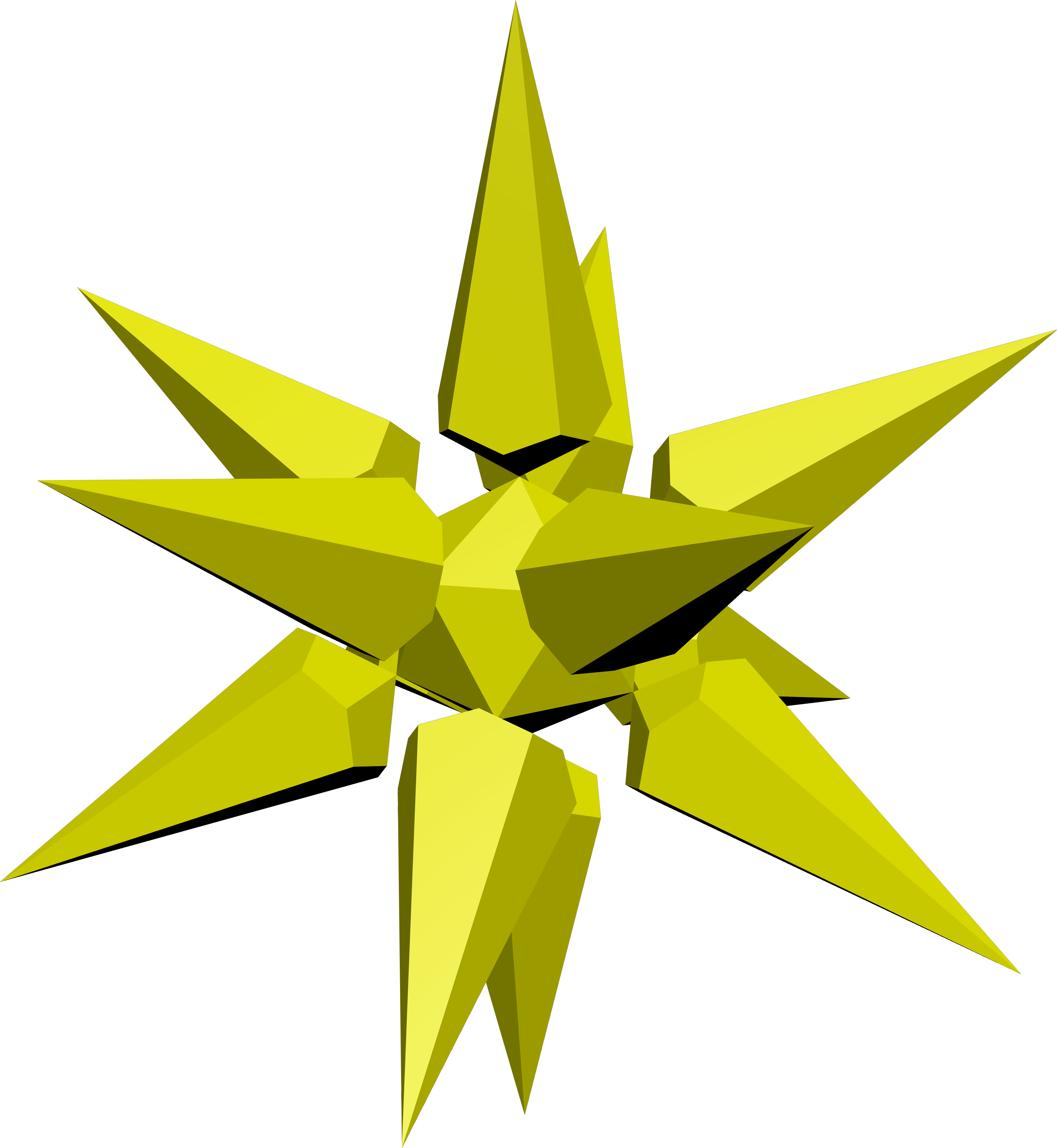
Af2星形二十面體
Af2的星狀圖

#### Df2星形二十面體
Df2星形二十面體外觀為六複合五方偏方面體與f2星形二十面體的組合，是《五十九種二十面體》中所提到米勒規則的反例。這個立體最早由布里奇（N.J. Bridge）於在其著作中說明，後來被收錄於蓋伊（Inchbald, Guy）的《遺失的二十面體》中。

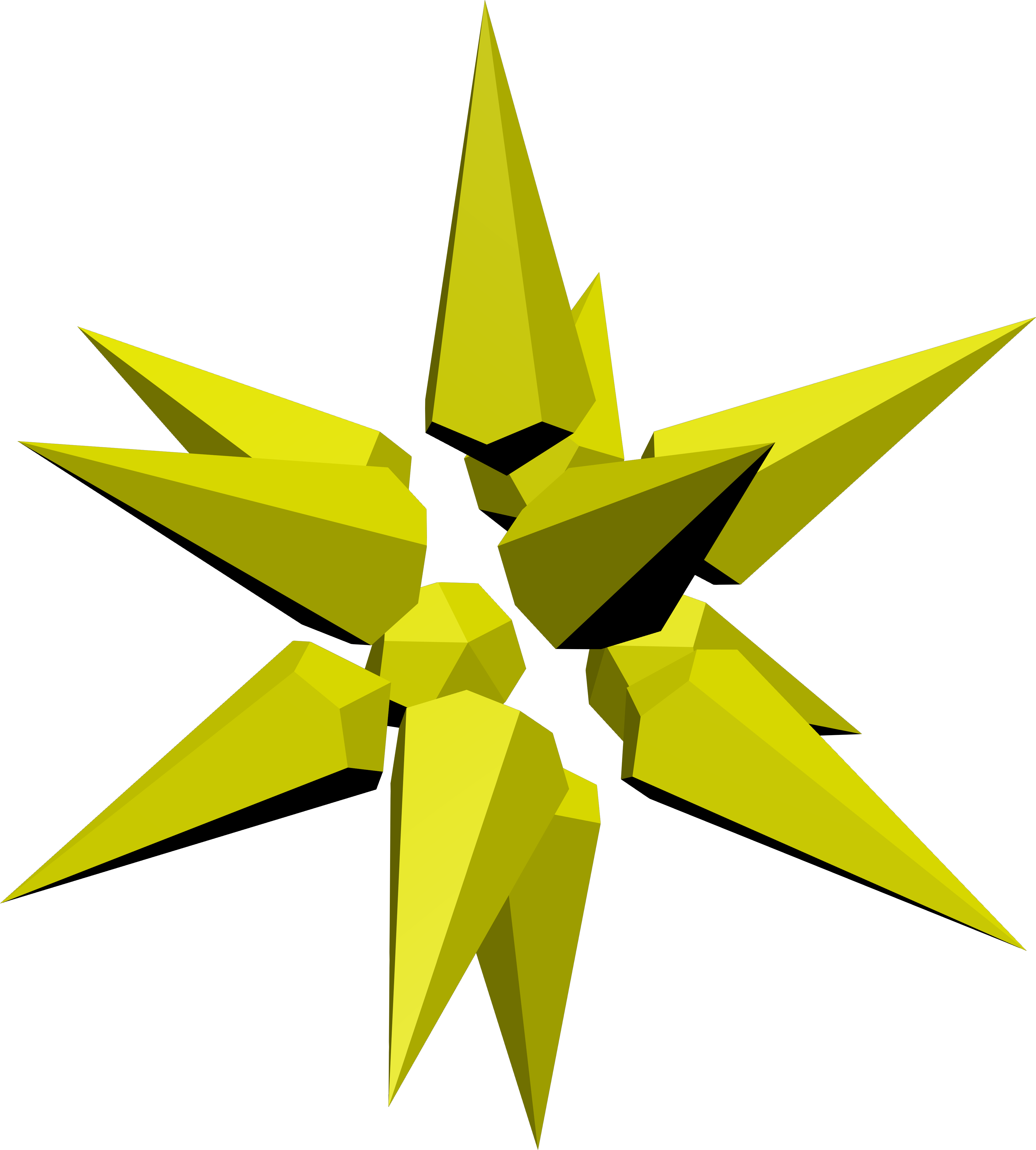
f2星形二十面體
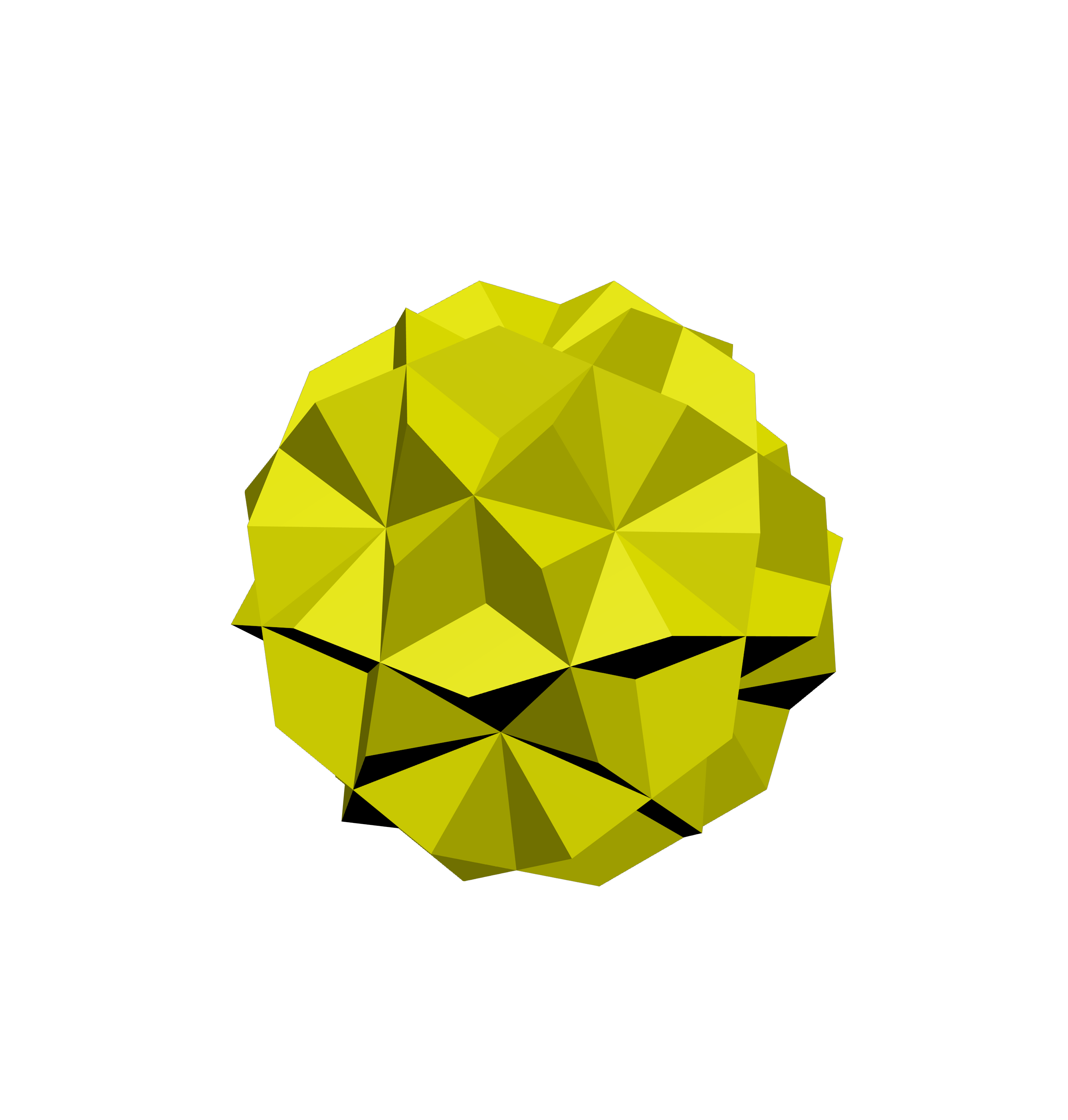
六複合五方偏方面體
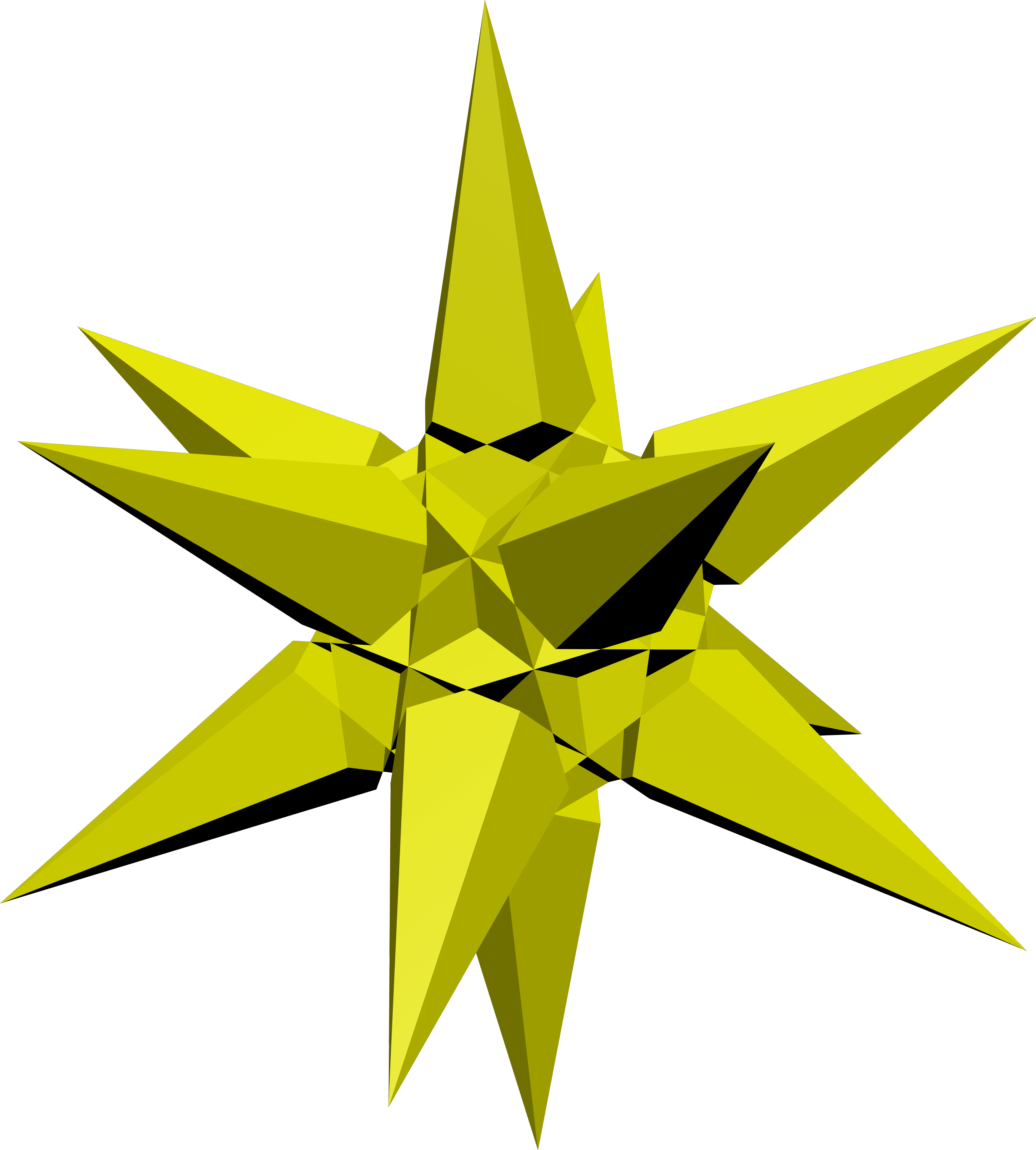
Df2星形二十面體

其他f2星形二十面體
| 名稱及編號                                                         | 胞      | 星狀圖 | 立體圖 |
| ------------------------------------------------------------------ | ------- | ------ | ------ |
| 16 （《五十九種二十面體》）                                        | f2      |        |        |
| 18 （《五十九種二十面體》）                                        | e2f2    |        |        |
| 28 （《五十九種二十面體》）                                        | Ef2     |        |        |
| 第九星形二十面體 30 （《五十九種二十面體》） 34（《多面體模型》）  | De2f2   |        |        |
| 第十三星形二十面體 51（《五十九種二十面體》） 38（《多面體模型》） | e2f1f2  |        |        |
| 52（《五十九種二十面體》）                                         | De2f1f2 |        |        |
| 53（《五十九種二十面體》）                                         | Ef1f2   |        |        |